# Schwerbehinderten-Ausgleichsabgabe
Eine monatliche Ausgleichsabgabe, auch als Schwerbehinderten-Abgabe oder Schwerbehinderten-Ausgleichsabgabe bezeichnet, müssen in Deutschland gemäß § 160 SGB IX Arbeitgeber an das zuständige Integrationsamt entrichten, die nicht die gesetzlich vorgeschriebene Zahl von schwerbehinderten Menschen beschäftigen. Sie ist Teil des deutschen Schwerbehindertenrechts.

## Funktionsweise der Ausgleichsabgabe als Sonderabgabe

### Grundsätzliches
Die Ausgleichsabgabe ist ein Spezialfall einer Sonderabgabe. Arbeitgeber bezahlen diese an das für sie zuständige Integrationsamt. Die Mittel der Ausgleichsabgabe werden ausschließlich zur Förderung der Teilhabe schwerbehinderter Menschen am Arbeitsleben einschließlich begleitender Hilfe im Arbeitsleben verwendet.
Ihr Gegenstand ist die Schaffung eines Instruments, durch das Arbeitgeber verpflichtet sein sollen, einen Beitrag zur Teilhabe schwerbehinderter Menschen am Arbeitsleben zu leisten. Sie sind seit 1994 durch die Neufassung des Art. 3 Abs. 3 Satz 2 GG verpflichtet, niemanden wegen seiner Behinderung zu benachteiligen. Seit 2009 (Ratifizierung des Übereinkommens über die Rechte von Menschen mit Behinderungen der Vereinten Nationen durch Deutschland) ist das Land verpflichtet, sich gemäß Art. 27 der Konvention für die Teilhabe behinderter Menschen am Arbeitsleben einzusetzen. Beide Normen begründen eine Pflicht zur Beschäftigung schwerbehinderter Menschen durch Arbeitgeber. Ausgenommen von dieser Pflicht sind nur Betriebe mit weniger als 20 Arbeitsplätzen. Die Regelung gilt für private und öffentliche Arbeitgeber.
Ausgegeben werden dürfen Einnahmen aus der Ausgleichsabgabe nur für Leistungen, die die Beschäftigung von Menschen mit Schwerbehinderung fördern.

### Höhe der Ausgleichsabgabe
Die Ausgleichsabgabe wird fällig, wenn in einem Betrieb mit mindestens 20 Beschäftigten nicht 5 % der Arbeitsplätze mit schwerbehinderten Menschen besetzt sind. In der bis zum 31. Dezember 2023 gültigen Fassung des § 160 gibt es für Betriebe mit 60 und mehr jahresdurchschnittlich Beschäftigten drei Tarifstaffeln; durch die im Rahmen des Gesetzes zur Förderung eines inklusiven Arbeitsmarkts am 12. Mai 2023 beschlossenen Änderungen des § 160 wurde eine vierte Staffel hinzugefügt, durch die Arbeitgeber, die jahresdurchschnittlich „keinen einzigen“ Menschen mit Schwerbehinderung beschäftigen, ab 20 Beschäftigten eine im Vergleich zu den Staffeln 1 bis 3 erhöhte Ausgleichsabgabe zahlen müssen. Die Ausgleichsabgabe fällt monatlich an.

#### Vor dem 1. Januar 2024 gültige Regelung
| Arbeitsplätze       |                          |                                         | Ausgleichsabgabe                  |
| ------------------- | ------------------------ | --------------------------------------- | --------------------------------- |
| < 20 Arbeitsplätze  |                          |                                         | keine Ausgleichsabgabe            |
| < 60 Arbeitsplätze  | 20 bis unter 40          | 1 Pflichtarbeitsplatz                   | unbesetzt 140 €                   |
| < 60 Arbeitsplätze  | 20 bis unter 60          | 2 Pflichtarbeitsplätze                  | Beide unbesetzt je 245 €          |
|                     |                          | 1 von 2 Pflichtarbeitsplätzen unbesetzt | 140 €                             |
| ab 60 Arbeitsplätze | 5 % Pflichtarbeitsplätze | 0 % bis unter 2 % Beschäftigungsquote   | je unbesetztem Arbeitsplatz 360 € |
|                     |                          | 2 % bis unter 3 % Beschäftigungsquote   | je unbesetztem Arbeitsplatz 245 € |
|                     |                          | 3 % bis unter 5 % Beschäftigungsquote   | je unbesetztem Arbeitsplatz 140 € |

#### Ab dem 1. Januar 2024 gültige Regelung
Durch das Gesetz zur Förderung eines inklusiven Arbeitsmarkts ergeben sich ab dem Kalenderjahr 2024 die folgenden Regelungen:
- Staffel 1:
  - Arbeitgeber mit 20 bis 39 Beschäftigten: 140 €, wenn im Verlauf des maßgeblichen Kalenderjahrs weniger als jahresdurchschnittlich ein schwerbehinderter Mensch beschäftigt wurde.
  - Arbeitgeber mit 40 bis 59 Beschäftigten: 140 €, wenn im Verlauf des maßgeblichen Kalenderjahrs  jahresdurchschnittlich weniger als zwei schwerbehinderte Menschen beschäftigt wurden.
  - Arbeitgeber mit 60 und mehr Beschäftigten: 140 €, wenn im Verlauf des maßgeblichen Kalenderjahrs 3 bis 5 % der quotierten Arbeitsplätze mit schwerbehinderten Menschen besetzt wurden.
- Staffel 2:
  - Arbeitgeber mit 20 bis 39 Beschäftigten: nicht anwendbar (5 % = eine Person)
  - Arbeitgeber mit 40 bis 59 Beschäftigten: 140 €, wenn im Verlauf des maßgeblichen Kalenderjahrs weniger als jahresdurchschnittlich zwei schwerbehinderte Menschen beschäftigt wurden.
  - Arbeitgeber mit 60 und mehr Beschäftigten: 245 €, wenn im Verlauf des maßgeblichen Kalenderjahrs 2 bis 3 % der quotierten Arbeitsplätze mit schwerbehinderten Menschen besetzt wurden.
- Staffel 3:
  - Arbeitgeber mit 20 bis 39 Beschäftigten: nicht anwendbar (s. o.)
  - Arbeitgeber mit 40 bis 59 Beschäftigten: nicht anwendbar (5 % = zwei Personen)
  - Arbeitgeber mit 60 und mehr Beschäftigten: 360 €, wenn im Verlauf des maßgeblichen Kalenderjahrs 0 bis 2 % der quotierten Arbeitsplätze mit schwerbehinderten Menschen besetzt wurden (Zahlenwerte unterhalb von 0,5 % werden nicht auf 0 abgerundet).
- Staffel 4: Arbeitgeber, die im Bezugsjahr keinen Quotenarbeitsplatz besetzt haben:
  - mit 20 bis 39 Beschäftigten: 210 €
  - mit 40 bis 59 Beschäftigten: 410 €
  - mit 60 und mehr Beschäftigten: 720 €.[5]

Arbeitnehmende mit dem Grad der Behinderung von 30 oder 40 können auf diese Pflichtarbeitsplätze angerechnet werden und die Abgabe mindern, wenn ein Antrag auf Gleichstellung gestellt wurde.

### Selbstveranlagungspflicht der Arbeitgeber
Die Höhe der Ausgleichsabgabe ist von den Arbeitgebern selbst auf der Grundlage ihrer jahresdurchschnittlichen Beschäftigungsquote zu ermitteln. Sie wird jährlich im Nachhinein berechnet und am 31. März des Folgejahres fällig. Es handelt sich also um eine Selbstveranlagungspflicht der Arbeitgeber. Eine gesonderte Zahlungsaufforderung durch das zuständige Integrationsamt erfolgt nicht.
Die Arbeitgeber haben der für ihren Sitz zuständigen Agentur für Arbeit einmal jährlich bis spätestens zum 31. März für das vorangegangene Kalenderjahr, aufgegliedert nach Monaten, die Daten anzuzeigen, die zur Berechnung des Umfangs der Beschäftigungspflicht, zur Überwachung ihrer Erfüllung und zur Berechnung der Ausgleichsabgabe notwendig sind. Die Agentur für Arbeit leitet die Daten an das Integrationsamt weiter (§ 163 Abs. 2 Satz 2 SGB IX).

### Zusammenarbeit mit Werkstätten für behinderte Menschen
Arbeitgeber, die anerkannten Werkstätten für behinderte Menschen Aufträge erteilen, können gemäß § 223 SGB IX 50 % des Gesamtrechnungsbetrags abzüglich der Materialkosten auf die zu zahlende Ausgleichsabgabe anrechnen. Dabei sind Mehrfachanrechnungen (verteilte Anrechnung auf mehrere Arbeitsplätze) möglich.
Nach Angaben des Institutes für Arbeitsmarkt- und Berufsforschung (IAB) wird die Abgabe besonders häufig von mittelständischen Unternehmen mit 50 bis 249 Beschäftigten gezahlt.

## Zweck der Ausgleichsabgabe
Nach dem Willen des Bundesgesetzgebers solle die Ausgleichsabgabe sowohl eine „Antriebsfunktion“ als auch eine „Ausgleichsfunktion“ erfüllen. Arbeitgeber sollen motiviert werden, (mehr) Menschen mit Behinderung in ihrem Betrieb zu beschäftigen. Ausgeglichen werden sollen „Kosten, die Arbeitgebern bei der Beschäftigung schwerbehinderter Menschen entstehen. Demgegenüber kommt der Ausgleichsabgabe keine Finanzierungsfunktion zu; auch dient sie nicht der Sanktionierung von Arbeitgebern, die die Pflichtquote nicht erfüllen.“
Mit der Erhebung einer Ausgleichsabgabe ist zugleich die Hoffnung verbunden, dass sich die Zahl (langzeit)arbeitsloser Menschen mit einer Schwerbehinderung deutlich reduzieren werde.
Im Jahr 2018 erklärte der Informationsdienst des Instituts der deutschen Wirtschaft (iwd), dass die 564 Millionen €, die 2016 über die Ausgleichsabgabe umverteilt wurden, gut angelegt gewesen seien. Die Ausgaben seien sowohl für die schwerbehinderten Beschäftigten als auch für die geförderten Betriebe vorteilhaft gewesen, zumal eine Zweckentfremdung der Mittel nicht stattgefunden habe.
Die Gruppe, die von den durch die Ausgleichsabgabe finanzierten Leistungen profitieren soll, besteht weitestgehend aus (teilweise) erwerbsfähigen Menschen mit einer wesentlichen Behinderung. Es gibt aber auch Stimmen, die einen Einbezug nicht-erwerbsfähiger Menschen mit Behinderung in den Komplex „Ausgleichsabgabe“ fordern.

## Statistische Daten
Im Dezember 2022 veröffentlichte die Statista GmbH Zahlen und Quoten zum Thema „Inklusion von Menschen mit Behinderung auf dem Arbeitsmarkt in Deutschland“. Demnach betrug 2022 die Beschäftigungsquote Schwerbehinderter 4,61 %. Es gab in Deutschland 172.484 arbeitslose Schwerbehinderte. Der Anteil der Langzeitarbeitslosen an allen schwerbehinderten Arbeitslosen betrug 46,52 %. Die Arbeitslosenquote der Schwerbehinderten (11,5 %) überstieg die allgemeine Arbeitslosenquote um 64,3 %. 74,2 % der von § 160 SGB IX betroffenen Arbeitgeber besetzten mindestens einen Pflichtarbeitsplatz, 39,5 % alle Pflichtarbeitsplätze.
Die Bundesagentur für Arbeit stellte im April 2022 offiziell fest, dass es im Dezember 2020 in Deutschland 173.326 beschäftigungspflichtige Arbeitgeber gab. Davon beschäftigten 128.533 Arbeitgeber schwerbehinderte Menschen, 44.793 nicht. 68.453 Arbeitgeber mussten keine Ausgleichsabgabe zahlen, da sie ihrer Beschäftigungspflicht vollumfänglich nachkamen. 296.801 Pflichtarbeitsplätze waren unbesetzt.
Die Wissenschaftlichen Dienste des Deutschen Bundestags stellten 2019 fest, dass die Arbeitslosigkeit schwerbehinderter Menschen 2018 zwar um sechs Prozent unter dem Niveau des Jahres 2008 gelegen habe. Aber bei nicht-schwerbehinderten Menschen habe sie sich im gleichen Zeitraum um mehr als ein Viertel verringert. Die ungünstigere Entwicklung der Arbeitslosigkeit schwerbehinderter Menschen sei vor allem durch die starke Zunahme bei den älteren Arbeitslosen geprägt gewesen.
Bereits seit dem Inkrafttreten des Gesetzes zur Bekämpfung der Arbeitslosigkeit Schwerbehinderter vom 29. September 2000 hätten sich, so der Kommentator von Franz-Josef Düwell, Vorsitzender Richter am Bundesarbeitsgericht a. D., zu dem von der Ampelkoalition initiierten „Gesetz zur Förderung eines inklusiven Arbeitsmarkts“, Bundesregierungen bemüht, eine spürbare Erhöhung der Ist-Beschäftigung Schwerbehinderter zu erzielen. Im Jahr 2004 stellte Arno Jakobs fest, dass sich „[t]rotz Anhebung und progressiver Staffelung der Ausgleichsabgabe […] die Personalpolitik der Arbeitgeber nicht zugunsten schwerbehinderter Menschen verändert“ habe. Entsprechende Bemühungen hätten, so Düwell, bis 2020 kaum Erfolg gehabt. Dass diese Aussage auch auf den Zeitraum bis Ende des Jahres 2022 noch zutreffe, sei „nicht hinnehmbar“.

## Gründe für die unzureichende Erfüllung der Beschäftigungspflicht und die hohe Zahl arbeitsloser Menschen mit Behinderung
Als mit Abstand häufigsten Grund für die Nichterreichung der 5-Prozent-Quote gaben Arbeitgeber an, dass sie „keine geeigneten Bewerberinnen und Bewerber“ für die Besetzung der quotierten Arbeitsplätze gefunden hätten.

### Nicht-Beschäftigung als (vermeintlich) „wirtschaftlichere Lösung“
Bei Zugrundelegung des Modells des Homo oeconomicus ergibt sich eine erste Erklärung aus Gewinn- und Verlustrechnungen, die dieser Modelltyp ständig durchführt. Ein allein in Kategorien der Betriebswirtschaftslehre denkender Unternehmer rechnet aus, ob er höhere Betriebskosten bei der Befolgung als bei der Nichtbefolgung der Beschäftigungspflicht hat. Nur dann, wenn letzteres der Fall ist, hat er einen starken ökonomischen Anreiz, sich um die Beschäftigung von (mehr) Menschen mit Behinderung zu bemühen.
Als Beispiel hierfür weist Franz-Josef Düwell in seiner Stellungnahme zum Gesetz zur Förderung eines inklusiven Arbeitsmarkts darauf hin, dass ein Arbeitgeber, der die Einstellung habe: „Schwerbehindertenbeschäftigung macht mir zu viel Mühe, deshalb sehe ich davon ab.“ durch den Wegfall der Bestimmung, wonach die Nichtbeschäftigung von Menschen mit einer Schwerbehinderung als Ordnungswidrigkeit (Höchststrafe: 10.000 €) geahndet werden konnte, nur noch damit rechnen müsse, die fällige Ausgleichsabgabe zahlen zu müssen. Die Bereitschaft, lieber die Ausgleichsabgabe zu bezahlen als einen Menschen mit Behinderung einzustellen, werde vermutlich deshalb, so Düwell, zunehmen. Vielen derartigen Kalkulationen lag jedoch bereits vor der Einführung des Bundesteilhabegesetzes eine Fehlkalkulation zugrunde. Bereits in § 81 Abs. 3 SGB IX (alte Fassung) war als Pflicht jedes Arbeitgebers festgelegt, dass sie „durch geeignete Maßnahmen sicher [stellen müssen], dass in ihren Betrieben und Dienststellen wenigstens die vorgeschriebene Zahl schwerbehinderter Menschen eine möglichst dauerhafte behinderungsgerechte Beschäftigung finden kann.“ Eine Option, dies nicht zu tun und eine Einstellung von schwerbehinderten Menschen mit der Begründung abzulehnen, der Betrieb sei nicht barrierefrei, war seit Jahrzehnten in Deutschland keine legale Option. De iure hätten in dem betreffenden Betrieb längst die vorgeschriebenen Investitionen in dessen Barrierefreiheit vorgenommen werden müssen. Dass selbst vielen Rechtsanwälten der Nachfolgeparagraph – § 164 Abs. 3 Satz 1 SGB IX (neue Fassung) – nicht bekannt sei, bewertet Franz Josef Düwell als einen Fall von „Rechtsnihilismus“.
Ernst von Kardorff und Heike Ohlbrecht erkannten in ihrer 2013 für die Antidiskriminierungsstelle des Bundes erarbeiteten Expertise „Zugang zum allgemeinen Arbeitsmarkt für Menschen mit Behinderungen“ sowohl „strukturelle und verfahrensbedingte Barrieren und Chancen beim Zugang zum und Verbleib von Menschen mit Behinderungen auf dem Arbeitsmarkt“ als auch „mentale Barrieren“. Die Autoren weisen darauf hin, dass bereits gemachte Erfahrungen mit der Beschäftigung schwerbehinderter Menschen die Wahrscheinlichkeit deutlich erhöhten, dass der betreffende Betrieb dauerhaft solche Menschen einstellen und weiter beschäftigen werde, weil Informationsdefizite sowie Vorurteile und Befürchtungen keine so große Rolle mehr spielten wie in Betrieben ohne entsprechende Erfahrungen.

### Innere Bereitschaft zur Akzeptanz der Beschäftigungspflicht
Eine große Rolle für die Bereitschaft zur freiwilligen Einstellung von Menschen mit Behinderung spiele laut von Kardorff / Ohlbrecht die Frage, wie weit Arbeitgeber die Kategorie der „Sozialen Verantwortung“ als Handlungsmotiv interpretierten, dem sie verpflichtet seien bzw. sein sollten.
Eine Umfrage des „Instituts für Arbeitsmarkt- und Berufsforschung“ im Jahr 2020 ergab, dass jeweils große Minderheiten auf die Frage: „Welche Erfahrungen hat Ihr Betrieb/Ihre Verwaltungsstätte mit schwerbehinderten Personen im Vergleich zu Personen ohne Schwerbehinderung seit ihrer Einstellung gemacht?“ die Antworten: „niedrigere Leistungsfähigkeit“ (33 %) und „niedrigere Belastbarkeit“ (42 %) angab. Auf alle Vorgaben zur Beantwortung der oben zitierten Frage gab es allerdings mehrheitlich Antworten, die darauf schließen lassen, dass Betriebe in schwerbehinderten Beschäftigten nicht primär „Problemfälle“ sehen.
Dennoch ist für von Kardorff / Ohlbrecht auch Behindertenfeindlichkeit im Spiel, wenn Menschen mit Behinderung nicht bei der Besetzung von Quotenplätzen berücksichtigt werden. Denn „[w]enn der Begriff der Behinderung aus einem alltagsweltlich vermittelten Verständnis per se mit gering qualifiziert und leistungsgemindert verbunden wird, stellt das für Bewerber_innen mit Behinderungen ein Stigma dar, das sich in direkter und mehr noch mittelbarer Diskriminierung ausdrückt.“
Nach eigenen Angaben setzt sich seit Jahren die Bundesvereinigung der Deutschen Arbeitgeberverbände (BDA) dafür ein, dass das Vorurteil, wonach „behindert gleich leistungsgemindert“ bedeute, in den Köpfen der Personalverantwortlichen in den Mitgliederbetrieben „aufgebrochen“ werde. Im Jahr 2019 wies das Handelsblatt darauf hin, dass die Firma SAP gezielt Hunderte Autisten eingestellt habe, weil diese extrem detailgenau und akribisch arbeiteten und wegen ihres hervorragenden Gedächtnisses ideale Softwaretester seien.
Das Argument, für bestimmte Aufgaben kämen Menschen mit Behinderung generell nicht in Frage, wiesen die 17 Beauftragten für Menschen mit Behinderung des Bundes und der Länder im November 2022 zurück. Sie stellten die These auf, dass es „keinen einzigen Arbeitsplatz“ gebe, „der nicht von einem Menschen mit Behinderung gut ausgefüllt werden kann.“ Diese Aussage wird in § 3 der Inklusionsvereinbarung der Stadt München modifiziert: „Bei der Besetzung freier Stellen/Funktionen ist sorgfältig zu prüfen, ob diese für einen Menschen mit Schwerbehinderung geeignet sind und ob Menschen mit Schwerbehinderung, insbesondere bei der Bundesagentur für Arbeit gemeldete, berücksichtigt werden können (§ 164 Abs. 1 Satz 1 SGB IX). Dabei ist davon auszugehen, dass alle Arbeitsplätze grundsätzlich zur Besetzung mit Menschen mit Schwerbehinderung geeignet sind. Ausnahmen sind mit der zuständigen Personal- und Schwerbehindertenvertretung zu erörtern.“
Viele, die verstärkten staatlichen Zwang ablehnen, lehnen die ihrer Ansicht nach aufgebaute „Drohkulisse“ ab. So vertritt z. B. die Vereinigung der Bayerischen Wirtschaft den Standpunkt, dass, „[u]m die berufliche Inklusion Schwerbehinderter erfolgreicher leisten zu können, […] Regulierung und staatlicher Zwang für unsere Betriebe allerdings die völlig falschen Ansätze“ seien. Nötig seien vielmehr „Informationen und Anreize, die geeignet sind, Unsicherheiten abzubauen und Arbeitgeber bei der Einstellung von Menschen mit (Schwer-)Behinderung zu unterstützen.“ Die These, dass Schwerbehinderte (= alle Menschen mit einer Schwerbehinderung) „enormes Potenzial“ besäßen (Kapitelüberschrift), belegt die vbw allerdings nicht. 

### These von der „neuen Sorglosigkeit der ‚Inklusionsverweigerer‘“
Die Möglichkeit, vor allem „Inklusionsverweigerer“ unter den Arbeitgebern, die grundsätzlich keine Menschen mit Behinderung beschäftigen (wollen), mit einem Bußgeld in Höhe von bis zu 10.000 € gemäß § 160 Abs. 1 Satz 2 SGB IX (bis 2023 geltende Fassung) zu belegen, wurde im Juni 2023 durch das Gesetz zur Förderung eines inklusiven Arbeitsmarkts aufgehoben. Franz Josef Düwell stellt die These auf, der Gesetzgeber habe 2023 eine Möglichkeit des „legalen Freikaufens von der Beschäftigungspflicht“ eröffnen wollen. Andere Kritiker weisen darauf hin, dass die Zahlung der Ausgleichsabgabe von vielen Unternehmern trotz höherer zu bezahlender Beträge immer noch als „Bagatelle“ bewertet werde. Diese Unternehmer bewerteten den Vorgang als eine zeitgemäße Form des „Ablasshandels“. Hubert Hüppe, ehemaliger Beauftragter der CDU/CSU-Bundestagsfraktion für Belange von Menschen mit Behinderung, bewertete es im April 2023 als „Skandal“, „[d]ass mit dem Wegfall der Bußgeldregelung Inklusionsverweigerer auch noch belohnt werden.“
Gegen die Sichtweise, dass es keine Handhabe mehr gebe, gegen „Inklusionsverweigerer“ effektiv vorzugehen, spricht ein letztinstanzliches Urteil des Bundesarbeitsgerichts vom März 2023 (Az. 8 AZN 680/22). Der Landkreis Vechta muss an einen abgewiesenen Bewerber mit Behinderung um einen Arbeitsplatz 10.000 € zahlen. Denn wenn Arbeitgeber einen schwerbehinderten Bewerber nicht einstellen wollen, haben sie die Pflicht,
- ihre Schwerbehindertenvertretung sowie ihren Betriebs- oder Personalrat über ihre ablehnende Entscheidung zu informieren,
- zu prüfen, ob diese Gremien mit ihr einverstanden sind, und
- die einzelnen Gründe mit den genannten Gremien zu erörtern.[27]

Dieses Verfahren ist nach § 164 Abs. 1 Satz 7 und 8 SGB IX zwingend vorgeschrieben. Im konkreten Fall hatte der Bewerber bei seiner Bewerbung im Jahr 2019 alle Anforderungen an die ausgeschriebene Arbeitsstelle erfüllt. Aber der Landkreis bescheinigte einem Mitbewerber eine „bessere fachliche Eignung“. Deshalb erhielt dieser den ausgeschriebenen Arbeitsplatz. Dabei ließ der Landkreis Vechta sich von der Ansicht leiten, die Behinderung des Klägers spiele keine Rolle, weil der Landkreis seinerzeit die Behindertenquote erfüllte. Das BAG bewertete diese Ansicht als Rechtsirrtum.

### Gründe für die Langsamkeit des Rückgangs der Quote arbeitsloser Menschen mit Behinderung
Erfahrungen zeigen, dass die „Besetzung von Pflichtarbeitsplätzen aus der innerbetrieblichen Situation heraus“ (ein von Fachleuten „interne Rekrutierung“ genannter Vorgang) „wahrscheinlicher ist als die Rekrutierung behinderter Arbeitnehmer_innen aus dem Status der Erwerbslosigkeit oder einer behindertenspezifischen beruflichen Erstausbildung. Für die interne Rekrutierung sprechen positive Erfahrungen, das in langer Betriebszugehörigkeit erworbene Wissen („embedded knowledge“) über Betriebsabläufe und die soziale Einbindung im Betrieb sowie die Möglichkeit, die Pflichtquote ohne größere Reibungsverluste zu erfüllen.“
Die hohe Bedeutung der „internen Rekrutierung“ ist auf mehrere Faktoren zurückzuführen. Es gibt einen Druck auf Arbeitnehmer, länger als früher üblich dem Arbeitsmarkt zur Verfügung zu stehen, da sie später als ihre Vorgänger einen Anspruch auf eine abzugsfreie Rente haben. Dadurch und aus demografischen Gründen steigt der Altersdurchschnitt der Beschäftigten in den Betrieben. Mit dem Alter wiederum steigt das Risiko eines Menschen, schwerbehindert zu werden. Genau dieser Zusammenhang führt dazu, dass Arbeitgeber motiviert sind, bereits vorhandene Arbeitskräfte, die nach dem deutschen Sozialrecht den Status eines Schwerbehinderten erhalten könnten, dazu zu ermutigen, einen entsprechenden Antrag zu stellen. Verbleiben diese Arbeitskräfte in ihrem bisherigen Betrieb, bleibt diesem zusammen mit der ansonsten fälligen Ausgleichsabgabe bei entsprechender Qualifikation der Personen zugleich der Verlust von schwer zu ersetzendem „embedded knowledge“ erspart.

### Gegenläufige Tendenzen
Allerdings wird aufgrund eines zunehmenden Fachkräftemangels in vielen Branchen der Druck auf Arbeitgeber größer werden, bislang arbeitslose Menschen mit Behinderung neu einzustellen. Allein im Jahr 2021 stieg die Zahl der bei der Bundesagentur für Arbeit gemeldeten offenen Stellen, für die es rechnerisch bundesweit keine passend qualifizierten Arbeitslosen gab, von rund 213.000 im Januar auf gut 465.000 im Dezember.  Während die weitaus meisten Personen im Erwerbspersonenpotenzial ohne Behinderung weitgehend bereits erwerbstätig sind, trifft dies nur auf ungefähr die Hälfte der Menschen mit Behinderung zu.

## Verwerflichkeit der Verfehlung des 5%-Ziels
Die Wissenschaftlichen Dienste des Deutschen Bundestags stellten 2019 ausdrücklich fest, dass der Zweck der Ausgleichsabgabe nicht darin bestehe, Arbeitgeber zu sanktionieren, die die Pflichtquote nicht erfüllen.
Die Dienste argumentierten seinerzeit folgendermaßen: Im SGB IX werde nicht berücksichtigt, aus welchen Gründen der Arbeitgeber seiner Beschäftigungspflicht nicht nachgekommen sei. Auf mögliche Entschuldigungen hierfür gehe das Gesetz nicht ein. Auf diese Weise sollten Versuche einzelner Arbeitgeber schon im Ansatz vereitelt werden, auf andere Weise als die Einschaltung einer Werkstatt für behinderte Menschen eine Reduzierung der Höhe der Ausgleichsabgabe zu erreichen. Allerdings habe 2019 § 154 Abs. 2 SGB IX denjenigen, die sich nicht ernsthaft darum bemühten, (mehr) Menschen mit Behinderung einzustellen, ein Bußgeld in Höhe von bis zu 10.000 € angedroht. Diesen Personenkreis meint das „Fachlexikon“ der Integrations- und Inklusionsämter zu „Gesetzen, Verordnungen und Begrifflichkeiten“ im Artikel „Beschäftigungspflicht“ mit der Formulierung „schuldhafte Nichterfüllung der Beschäftigungspflicht“, die eine Ordnungswidrigkeit darstelle.
Die Möglichkeit, ein Bußgeld gegen unkooperative Arbeitgeber zu verhängen, wurde in Deutschland bis 2023 nur relativ selten praktiziert. Im Jahr 2012 wurden 144 aufgegriffene Fälle der schuldhaften Nichtbeschäftigung aktenkundig, 42 davon erhielten rechtskräftige Geldbußen, und die Summe der eingezogenen Geldbußen betrug 21.495 €. Wegen des Fehlens von veröffentlichten Statistiken der Abteilung für Ordnungswidrigkeits-Sachen der Bundesagentur für Arbeit stehen neuere Daten nicht zur Verfügung. Durch das „Gesetz zur Förderung eines inklusiven Arbeitsmarkts“ wurde § 238 SGB IX dahingehend geändert, dass die Androhung eines Bußgeldes wegen des Begehens einer Ordnungswidrigkeit wegfällt. Begründet wurde diese Maßnahme damit, dass durch die drastische Erhöhung der Ausgleichsabgabe für „Nullbeschäftiger“ (s. u.) diese Arbeitgebergruppe hinreichend unter Druck gesetzt werde. Allerdings entfällt durch den Beschluss des Gesetzes die Möglichkeit, zumindest „vorsätzliche Inklusionsverweigerer“, denen diese Haltung nachgewiesen werden kann, mit einem Bußgeld zu belegen.
Die These, dass selbst das Handeln derjenigen, die nicht an einer Beschäftigung von Menschen mit Behinderung interessiert seien, nicht unbedingt als „verwerflich“ bewertet werden müsse, zeigt sich in der obigen Stellungnahme der BDA, die sich davon überzeugt gibt, dass es gelingen könne, Arbeitgeber von der Nützlichkeit der Einstellung von Menschen mit Behinderung zu überzeugen. Ähnlich argumentiert der Kreis Pinneberg in seinem Thesenpapier: „10 gute Gründe für eine Ausbildung oder Einstellung von Menschen mit Behinderung“.

## Stellungnahmen zur Erhöhung der Ausgleichsabgabe
Gemäß dem „Gesetz zur Förderung eines inklusiven Arbeitsmarkt“ wird sich ab 2024 die Ausgleichsabgabe für „Nullbeschäftiger“ von 360 auf 720 € erhöhen.
Befürworter einer Erhöhung der Abgabe führten zumeist als wichtigstes Argument an, dass deren aktuelle Höhe nicht hinreichend dagegen abschrecke, dass Arbeitgeber sich durch eine Zahlung „freikaufen“. So forderte etwa Oswald Utz, damals „Behindertenbeauftragter der Landeshauptstadt München“, im Jahr 2015, dass „die Ausgleichsabgabe über die Schmerzgrenze für die Unternehmen hinaus erhöht werden“ müsse. Der Sozialverband VdK Deutschland lobte am 3. Dezember 2020 Bundesarbeitsminister Hubertus Heil für seinen Plan, von Betrieben, die keine Menschen mit Schwerbehinderung beschäftigen, eine deutlich erhöhte Ausgleichsabgabe zu verlangen. Die entsprechende Mitteilung versah der VdK mit dem Titel: „Null Verständnis für Nullbeschäftiger“.
Franz-Josef Düwell hält die Einführung einer 4. Staffel der Ausgleichsabgabe für dringend geboten. Ihn schockiere der „Rechtsnihilismus“, der darin bestehe, dass Arbeitgebern und sogar vielen ihrer Anwälte die folgende bereits 1923 sinngemäß ins damalige „Schwerbeschädigtengesetz“ eingefügte Bestimmung unbekannt sei: „Die Arbeitgeber stellen durch geeignete Maßnahmen sicher, dass in ihren Betrieben und Dienststellen wenigstens die vorgeschriebene Zahl schwerbehinderter Menschen eine möglichst dauerhafte behinderungsgerechte Beschäftigung finden kann.“ (= aktuelle Formulierung in § 164 Abs. 3 Satz 1 SGB IX). Wer keinen Menschen mit Behinderung beschäftige, rechne oftmals damit, dass er sich damit die relativ hohen Kosten für eine barrierefreie Arbeitsstätte ersparen könne. Auf die Frage nach geplanten Investitionen zur Erfüllung der in § 164 SGB IX enthaltenen Vorgabe habe Düwell oft die Antwort erhalten, solche Investitionen seien im laufenden Jahr nicht geplant.
Gegner einer Erhöhung im Lager der Arbeitgeber bewerten drastische Erhöhungen für Betriebe, die bislang keine Arbeitskräfte mit Schwerbehinderung beschäftigen, als „falsches Signal“. Sie werde als „Strafzahlung“ empfunden, und es werde „die gemeinsame Botschaft konterkariert, dass die Beschäftigung von Menschen mit Behinderungen für Unternehmen ein Gewinn und Business Case“ sei.
Bereits im Jahr 2015 hatte Hans-Günther Ritz, Wissenschaftlicher Mitarbeiter der Hamburger Behörde für Soziales und Familie, in einem Gutachten für die SPD-nahe Friedrich-Ebert-Stiftung empfohlen, den schwerbehindertenrechtlichen Dialog mit den Arbeitgebern zu verstärken und zu institutionalisieren, statt Bußgeldoffensiven und Erhöhungen der Ausgleichsabgabe für Unternehmen vorzunehmen, die keinen einzigen schwerbehinderten Menschen beschäftigen. Am 2. März 2023 erklärte Wilfried Oellers, behindertenpolitischer Sprecher der CDU/CSU-Bundestagsfraktion, dass mehr inklusive Beschäftigung auf dem ersten Arbeitsmarkt sich nicht mit der von der Ampel geplanten weiteren Erhöhung der Ausgleichsabgabe erzielen lasse. „Der Schlüssel für einen inklusiven Arbeitsmarkt“, so Oellers, liege „in einer flächendeckenden Beratungsstruktur für Unternehmen und in der Vermittlung positiver Praxisbeispiele“.

## Einbezug nicht-erwerbsfähiger Menschen mit Behinderung
In das System der Ausgleichsabgabe sind bislang nicht-erwerbsfähige Menschen mit Behinderung nicht einbezogen. Ungefähr 300.000 von ihnen sind in Werkstätten für behinderte Menschen beschäftigt. Felix Welti schlägt vor, dass dieser bisher außerhalb des Arbeitsmarktes definierte Personenkreis in die von der Ausgleichsabgabenregelung normierte Beschäftigungspflicht stärker einbezogen wird. Dafür müssten die Anreiz- und Antriebsfunktionen der Ausgleichsabgabe und der begleitenden Hilfen „neu justiert“ werden.
Die Bundesvereinigung Lebenshilfe forderte im Dezember 2022 in ihrer Stellungnahme zum „Gesetz zur Förderung eines inklusiven Arbeitsmarkts“ die Einführung einer besonderen Quote zur Beschäftigung von Menschen mit Behinderung, die aktuell vor allem in Werkstätten für behinderte Menschen beschäftigt sind, in die Regelungen über die Ausgleichsabgabe. Auch aufgrund dieser Forderung wurde vor der dritten Beratung des Bundestags über das Gesetz in § 159 Abs. 2 SGB IX ein neuer Absatz 2a eingefügt. Er lautet: „Ein schwerbehinderter Mensch, der unmittelbar vorher in einer Werkstatt für behinderte Menschen oder bei einem anderen Leistungsanbieter beschäftigt war oder ein Budget für Arbeit erhält, wird in den ersten zwei Jahren der Beschäftigung auf zwei Pflichtarbeitsplätze angerechnet“. Durch diese Regelung wird ein Arbeitgeber, der bislang noch nicht 5 % der Arbeitsplätze in seinem Betrieb mit schwerbehinderten Menschen besetzt hat, bei Einstellung eines ehemaligen WfbM-Beschäftigten so entlastet, als ob er zwei neue Arbeitskräfte eingestellt hätte.
Uwe Becker, Präsident der Evangelischen Hochschule Darmstadt, gibt allerdings zu bedenken, dass auf der Grundlage des deutschen Arbeits- und Sozialrechts sogar für die Leistungsstärkeren unter den Beschäftigten einer Werkstatt für behinderte Menschen die Motivation gering sei, eine Tätigkeit im ersten Arbeitsmarkt anzustreben. Denn die Grundsicherungsleistung für Werkstattbeschäftigte, ergänzt um die Mietersatzleistung und dem – mit der Grundsicherung zu verrechnenden – Werkstattentgelt, sind in der Summe oft höher als das Entgelt einer Beschäftigung auf dem ersten Arbeitsmarkt als gering qualifizierte Arbeitskraft im Niedriglohnsektor. Außerdem erhalten die Betroffenen im ersten Arbeitsmarkt eine im Vergleich zur WfbM deutlich geminderte Förderung. Hinzu kommt der sozialversicherungsrechtliche Sachverhalt, dass Werkstattbeschäftigte ab einer Beschäftigungsdauer von 20 Jahren in einer Werkstatt Anspruch auf Rente wegen voller Erwerbsminderung haben, deren Niveau gemäß § 43 Abs. 6 SGB VI deutlich höher ist als eine entsprechende Rentenleistung etwa im Mindestlohnsegment nach zwanzig Jahren Erwerbstätigkeit im ersten Arbeitsmarkt.